# Betonovo
Betonovo este o localitate din comuna Sodražica, Slovenia, cu o populație de 6 locuitori.